# Championnat d'Écosse de football 1934-1935
Navigation
Édition précédente Édition suivante
La 45e édition du championnat d'Écosse de football est remportée par  les Rangers FC. C’est le troisième titre consécutif et le 22e au total. Le club de Glasgow  gagne avec trois points d’avance sur le Celtic FC.  Heart of Midlothian complète le podium.
Le système de promotion/relégation reste en place: descente et montée automatique, sans matchs de barrage pour les deux derniers de première division et les deux premiers de deuxième division. Falkirk FC et Saint Mirren descendent en deuxième division. Ils sont remplacés pour la saison 1935/36 par Third Lanark AC et Arbroath FC.
Avec 36 buts marqués en 38 matchs,  Jimmy Smith du Rangers FC remporte pour la deuxième fois le titre de meilleur buteur du championnat.

## Les clubs de l'édition 1934-1935
| Club                               | Ville       |
| ---------------------------------- | ----------- |
| Aberdeen Football Club             | Aberdeen    |
| Airdrieonians Football Club        | Airdrie     |
| Albion Rovers Football Club        | Coatbridge  |
| Ayr United Football Club           | Ayr         |
| Celtic Football Club               | Glasgow     |
| Clyde Football Club                | Glasgow     |
| Dundee Football Club               | Dundee      |
| Dunfermline Athletic Football Club | Dunfermline |
| Falkirk Football Club              | Falkirk     |
| Hamilton Academical Football Club  | Hamilton    |
| Heart of Midlothian Football Club  | Édimbourg   |
| Hibernian Football Club            | Leith       |
| Kilmarnock Football Club           | Kilmarnock  |
| Motherwell Football Club           | Motherwell  |
| Partick Thistle Football Club      | Glasgow     |
| Queen of the South Football Club   | Dumfries    |
| Queen's Park Football Club         | Glasgow     |
| Rangers Football Club              | Glasgow     |
| Saint Johnstone Football Club      | Perth       |
| Saint Mirren Football Club         | Paisley     |

## Compétition

### Classement
Le classement est établi sur le barème de points classique (victoire à 2 points, match nul à 1, défaite à 0).
| Rang | Équipe                 | Pts | J  | G  | N  | P  | Bp | Bc  | Diff |
| ---- | ---------------------- | --- | -- | -- | -- | -- | -- | --- | ---- |
| 1    | Rangers FC TC          | 55  | 38 | 25 | 5  | 8  | 96 | 46  | +50  |
| 2    | Celtic FC              | 52  | 38 | 24 | 4  | 10 | 92 | 45  | +47  |
| 3    | Heart of Midlothian    | 50  | 38 | 20 | 10 | 8  | 87 | 51  | +36  |
| 4    | Hamilton Academical    | 48  | 38 | 19 | 10 | 9  | 87 | 67  | +20  |
| 5    | Saint Johnstone        | 46  | 38 | 18 | 10 | 10 | 66 | 46  | +20  |
| 6    | Aberdeen FC            | 44  | 38 | 17 | 10 | 11 | 68 | 54  | +14  |
| 7    | Motherwell FC          | 40  | 38 | 15 | 10 | 13 | 83 | 64  | +19  |
| 8    | Dundee FC              | 40  | 38 | 16 | 8  | 14 | 63 | 63  | 0    |
| 9    | Kilmarnock FC          | 38  | 38 | 16 | 6  | 16 | 76 | 68  | +8   |
| 10   | Clyde FC               | 38  | 38 | 14 | 10 | 14 | 71 | 69  | +2   |
| 11   | Hibernian FC           | 36  | 38 | 14 | 8  | 16 | 59 | 70  | -11  |
| 12   | Queen's Park FC        | 36  | 38 | 13 | 10 | 15 | 61 | 80  | -19  |
| 13   | Partick Thistle FC     | 35  | 38 | 15 | 5  | 18 | 61 | 68  | -7   |
| 14   | Airdrieonians          | 33  | 38 | 13 | 7  | 18 | 64 | 72  | -8   |
| 15   | Dunfermline Athletic P | 31  | 38 | 13 | 5  | 20 | 56 | 96  | -40  |
| 16   | Albion Rovers P        | 29  | 38 | 10 | 9  | 19 | 62 | 77  | -15  |
| 17   | Queen of the South     | 29  | 38 | 11 | 7  | 20 | 52 | 72  | -20  |
| 18   | Ayr United             | 29  | 38 | 12 | 5  | 21 | 61 | 112 | -51  |
| 19   | Saint Mirren           | 27  | 38 | 11 | 5  | 22 | 49 | 70  | -21  |
| 20   | Falkirk FC             | 24  | 38 | 9  | 6  | 23 | 58 | 82  | -24  |

| Légende : Qualifications et relégations | Légende : Qualifications et relégations                           |
| --------------------------------------- | ----------------------------------------------------------------- |
|                                         | Champion d'Écosse                                                 |
|                                         | Relégation en deuxième division                                   |
|                                         | T : Tenant du titre C : Vainqueur de la Coupe d'Écosse P : Promus |

## Bilan de la saison
| Tableau d'Honneur                |            |
| Compétition                      | Vainqueur  |
| Championnat d'Écosse de football | Rangers FC |
| Coupe d'Écosse de football       | Rangers FC |

| Promotions et relégations |                             |
| Promus                    | Third Lanark AC Arbroath FC |
| Relégués                  | Saint Mirren Falkirk FC     |

## Statistiques

### Meilleur buteur
1. David McCulloch, Heart of Midlothian, 38 buts